# Octopus hubbsorum
Octopus hubbsorum är en bläckfiskart som beskrevs av Berry 1953. Octopus hubbsorum ingår i släktet Octopus och familjen Octopodidae. Inga underarter finns listade i Catalogue of Life.